# Unknown (さなりの曲)
「unknown」（アンノウン）は、日本のラッパー・さなりの楽曲。通算4枚目のシングルである。2019年11月8日にA-Sketchよりリリースされた。

## 概要
配信デビューからの1年を駆け抜けてきたさなりが17歳を目前にして"まだ見ぬ、誰も知らない世界へ行きたい"という願いを歌詞に込めた、ミドル・テンポの楽曲。17歳を目前にしたさなりが新たなステージを目指していく、という意思を感じる作品に仕上がっている。
MVは映像作家、山口洋介が監督を務めた作品。赤い糸に繋がれたさなりが楽曲のもつミステリアスな世界観を彩り、さなりの新しい一面を魅せる映像に仕上がっている。

## 収録内容
| 全作詞・作曲: さなり。 |             |        |            |       |
| #                      | タイトル    | 作詞   | 作曲・編曲 | 時間  |
| 1.                     | 「unknown」 | さなり | さなり     | 02:44 |
| 合計時間:              | 合計時間:   | 2:44   |            |       |